# Eledio

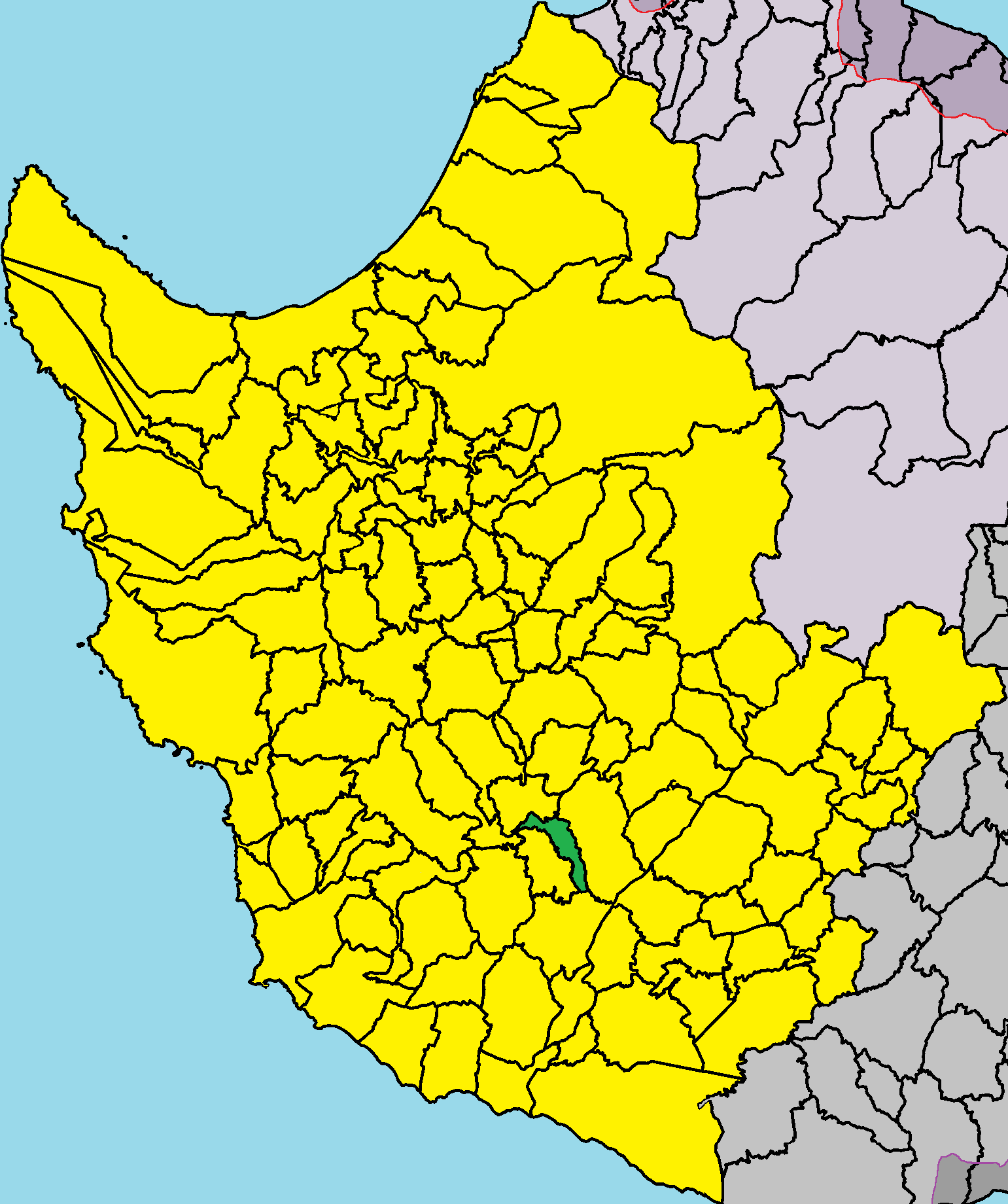
Położenie na mapie dystryktu Pafos

Eledio (gr. Ελεδιό) – wieś w Republice Cypryjskiej, w dystrykcie Pafos. W 2011 roku liczyła 44 mieszkańców.